# Ferrovia Tel Aviv-Gerusalemme
La ferrovia Tel Aviv-Gerusalemme è la linea ferroviaria principale che collega Tel Aviv con Gerusalemme, passando per il principale scalo aeroportuale del Paese. La linea è dotata degli standard ferroviari dell'Alta Velocità (AV) per la maggior parte del suo percorso.

## Percorso
|  | Continuation backward |

|  | Unknown route-map component "BHFSPLa" |

| Unknown route-map component "CONTgq" | Unknown route-map component "vSTR-STRro" |

|  | Unknown route-map component "SHI1+r" |

| Unknown route-map component "exCONTgq" | Unknown route-map component "eABZg+r" |

| Unknown route-map component "CONTgq" | Unknown route-map component "ABZgr" |

|  | Unknown route-map component "hKRZWae" |

|  | Station on track |

|  | Unknown route-map component "hKRZWae" |

|  | Unknown route-map component "SKRZ-Ao" |

|  | Unknown route-map component "CONTgq" | Unknown route-map component "KRZor" | Unknown route-map component "CONTfq" |

|  |  | Unknown route-map component "ABZgl" | Unknown route-map component "CONTfq" |

|  | Unknown route-map component "hSTRae" |

|  | Unknown route-map component "hSTRae" |

|  | Unknown route-map component "hSTRae" |

|  | Unknown route-map component "SKRZ-Ao" |

|  | Unknown route-map component "tSTRa" |

|  | Unknown route-map component "tSTR+GRZq" |

|  | Unknown route-map component "tSTRe" |

|  | Unknown route-map component "STRo" |

|  | Enter and exit tunnel |

|  | Unknown route-map component "hKRZWae" |

|  | Unknown route-map component "TUNNEL1+GRZq" |

|  | Unknown route-map component "hSTRae" |

|  | Unknown route-map component "TUNNEL1+GRZq" |

|  | Unknown route-map component "hSTRae" |

|  | Unknown route-map component "tSTRa" |

|  | Unknown route-map component "tKBHFe" |